# Liste der Fahnenträger der kiribatischen Mannschaften bei Olympischen Spielen
Die Liste der Fahnenträger der kiribatischen Mannschaften bei Olympischen Spielen listet chronologisch alle Fahnenträger der kiribatischen Mannschaften bei den Eröffnungs- (EF) und Abschlussfeiern (AF) Olympischer Spiele auf.

## Liste der Fahnenträger
| Mannschaft             | Veranstaltung | Fahnenträger (EF) | Fahnenträger (AF)                 |
| ---------------------- | ------------- | ----------------- | --------------------------------- |
| 2004 in Athen          | Sommerspiele  | Meamea Thomas     | Kaitinano Mwemweata               |
| 2008 in Peking         | Sommerspiele  | David Katoatau    | Birimaka Tekanene (NOK-Präsident) |
| 2012 in London         | Sommerspiele  | David Katoatau    | David Katoatau                    |
| 2016 in Rio de Janeiro | Sommerspiele  | David Katoatau    | Volunteer                         |
| 2020 in Tokio          | Sommerspiele  | Kinaua Biribo     | Ruben Katoatau                    |
| 2020 in Tokio          | Sommerspiele  | Ruben Katoatau    | Ruben Katoatau                    |
| 2024 in Paris          | Sommerspiele  | Nera Tiebwa       | Kaimauri Erati                    |
| 2024 in Paris          | Sommerspiele  | Kaimauri Erati    | Kaimauri Erati                    |

Anmerkung: (EF) = Eröffnungsfeier, (AF) = Abschlussfeier

## Statistik
| Rang    | Sportart       | EF | AF | ∑  |
| ------- | -------------- | -- | -- | -- |
| 1       | Gewichtheben   | 6  | 3  | 9  |
| 2       | Judo           | 2  | 0  | 2  |
| 3       | Leichtathletik | 0  | 1  | 1  |
| 3       | Offizieller    | 0  | 1  | 1  |
| 3       | Volunteer      | 0  | 1  | 1  |
| Gesamt: | Gesamt:        | 8  | 6  | 14 |

| Rang                   | Sportart | EF | AF | ∑ |
| ---------------------- | -------- | -- | -- | - |
| bisher keine Teilnahme |          |    |    |   |
| Gesamt:                | Gesamt:  | 0  | 0  | 0 |

| Rang    | Sportart       | EF | AF | ∑  |
| ------- | -------------- | -- | -- | -- |
| 1       | Gewichtheben   | 6  | 3  | 9  |
| 2       | Judo           | 2  | 0  | 2  |
| 3       | Leichtathletik | 0  | 1  | 1  |
| 3       | Offizieller    | 0  | 1  | 1  |
| 3       | Volunteer      | 0  | 1  | 1  |
| Gesamt: | Gesamt:        | 8  | 6  | 14 |